# 金钟秀
金钟秀（1977年1月1日—），朝鲜射击运动员。
在雅典奥运会中， 金钟秀先是获得了10米气步枪的第8名，随后赢得了50米手枪慢射的铜牌。北京奥运会上，金荣洙在第一个比赛日夺取了10米气步枪项目的铜牌，随后又夺得了50米手枪慢射的银牌。但是在随后的药物检查中被查处使用了违禁药物，被开除出北京奥运会，失去所有资格和所有奖牌。。但是当日的朝鲜国内媒体并没有报道这一消息，似乎朝鲜政府无意将此丑闻公开给国内民众知道。